# Winckworth Allan Gay

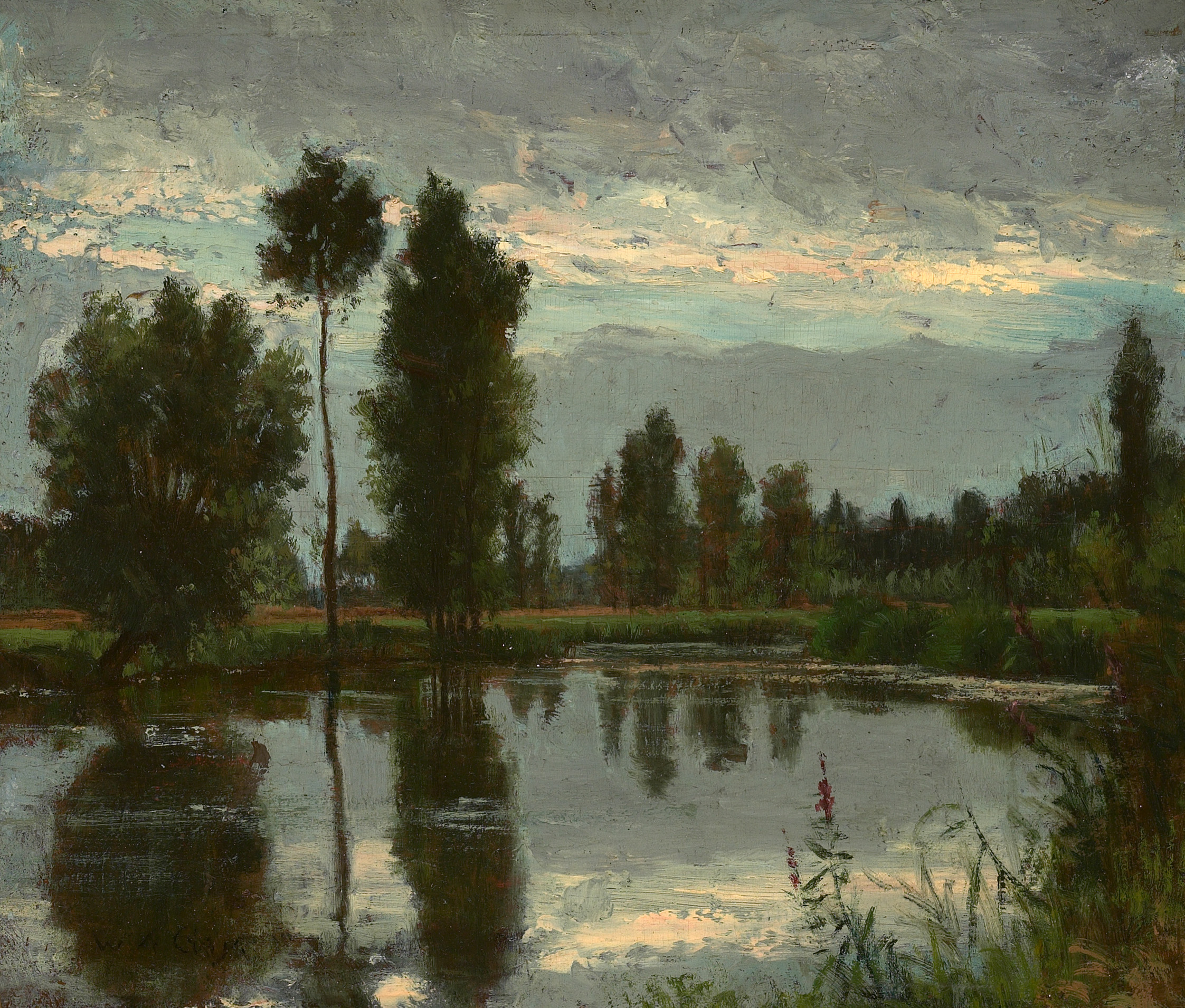
Grez-sur-Loing von Winckworth Allan Gay

Winckworth Allan Gay (* 18. August 1821 in West Hingham, Massachusetts; † 23. Februar 1910 ebenda) war ein US-amerikanischer Landschaftsmaler. Er war ein bekannter Bostoner Künstler, der als einer der ersten Amerikaner den Stil von Barbizon in der Landschaftsmalerei vertrat und damit zum Mitbegründer der American Barbizon School wurde. Winckworth Allan Gay malte Szenen aus Europa, Asien und Neuengland.

## Leben

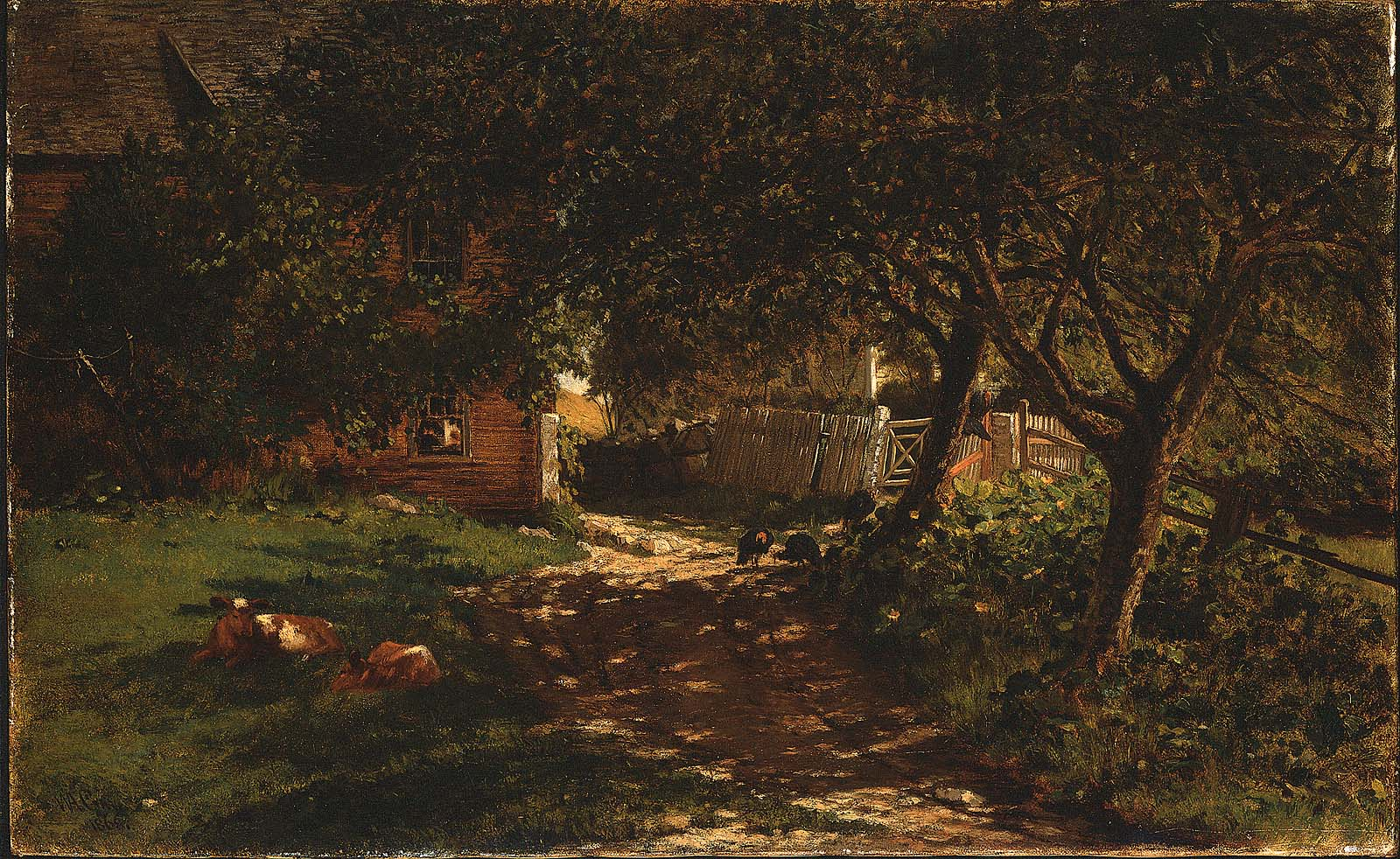
Farmhouse, 1868. Museum of Fine Arts Boston

Winckworth Allan Gay begann seine künstlerische Ausbildung 1838 bei Robert Walter Weir in West Point, New York. In den frühen 1840er Jahren war er in der Bostoner Kunstszene aktiv. 1847 reiste er nach Paris, wo er bei Constant Troyon studierte und mit der Schule von Barbizon in Kontakt kam.  Nach vier Jahren kehrte er in die USA zurück und ließ sich in Boston nieder. Winckworth Allan Gay unternahm zahlreiche Reisen, unter anderem nach Japan, China, Indien und Ägypten, und war einer der ersten amerikanischen Maler, die in Japan lebten und arbeiteten. Er starb 1910 auf der Familienfarm in Hingham.

## Werk

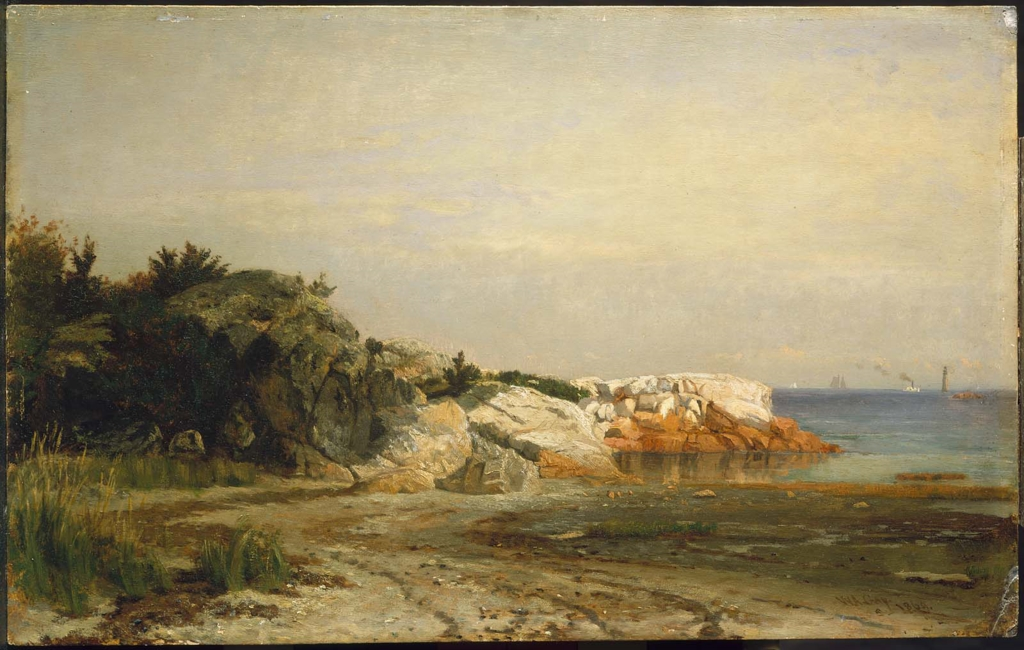
Rocks at Cohasset, 1869. Museum of Fine Arts, Boston

In seinen späteren Landschaftsbildern verbindet Winckworth Allan Gay den in Frankreich erlernten atmosphärischen Barbizon-Stil mit der subtilen Farbgebung der amerikanischen Luministen. Im Bostoner Athenaeum wurden Gays Gemälde in den 1850er Jahren neben Werken europäischer Meister wie Jean-François Millet, William Morris Hunt und Narcisse Virgilio Diaz ausgestellt, die stolz darauf hinwiesen, dass die Bostoner Künstler mit den europäischen Tendenzen vertraut waren. Gay stellte auch im Boston Art Club und in der National Academy of Design aus und hatte viele prominente Gönner in Boston. Seine Werke befinden sich heute unter anderem im Smithsonian American Art Museum, im Brooklyn Museum of Art und im Museum of Fine Arts Boston.